# Monte Gelé
Il monte Gelé (pron. fr. AFI: [ʒəle]; 3.519 m s.l.m.), mont Gelé in francese (pron. fr. AFI: [mɔ̃ ʒəle]; che significa "monte ghiacciato"), è una montagna delle Alpi Pennine nella sottosezione Alpi del Grand Combin.
Si trova lungo la linea di confine tra l'Italia e la Svizzera. Dal versante italiano si colloca nella valdostana Valpelline. Dal versante svizzero domina la valle di Bagnes nel Canton Vallese.

## Caratteristiche

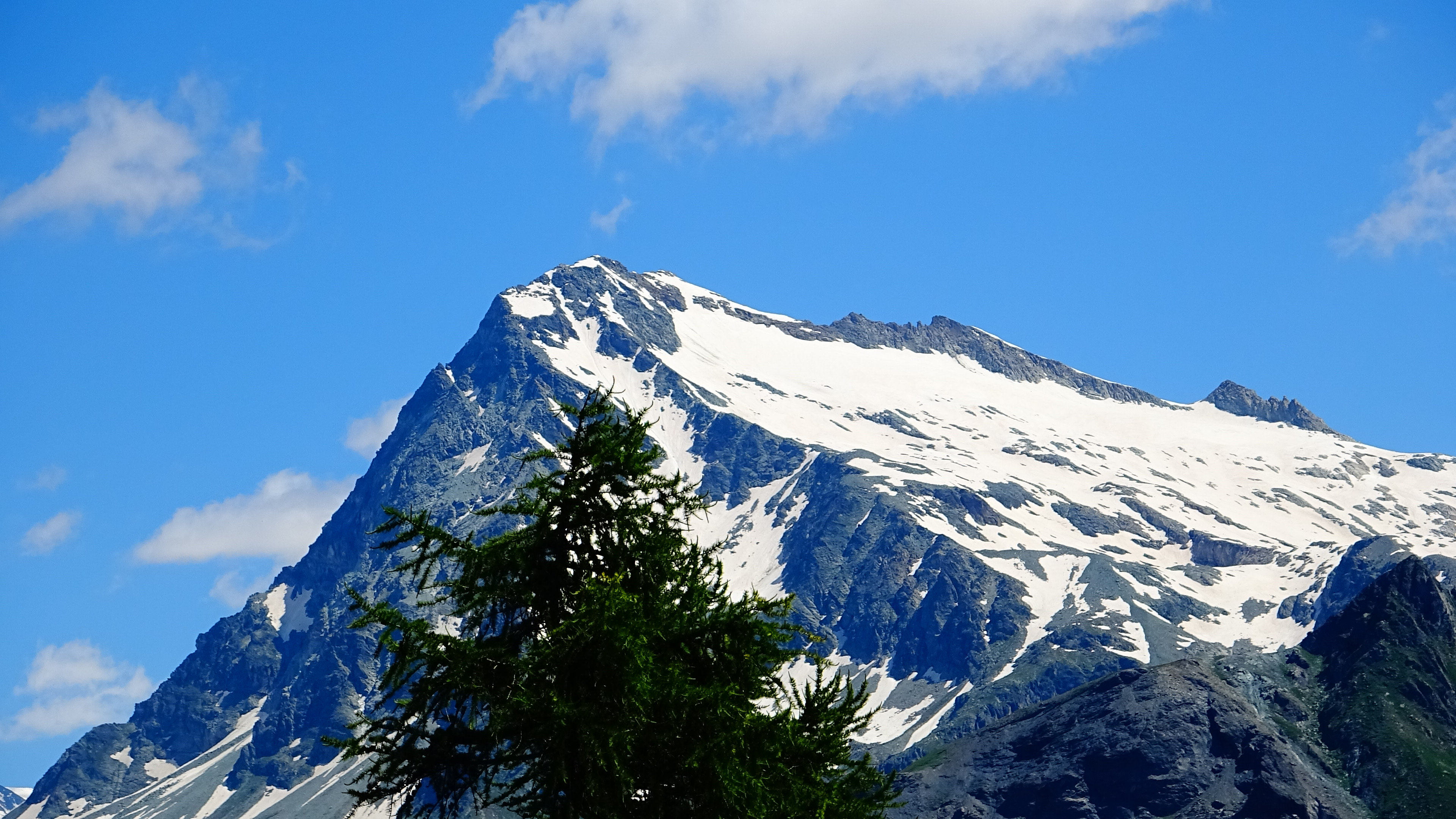
il monte visto da Champillon

La montagna si trova sul confine tra Svizzera ed Italia, sullo spartiacque principale alpino; il versante italiano si trova nel comune di Ollomont.
La vetta si trova sullo spartiacque principale, compresa tra la Fenêtre de Durand a nord-ovest ed il colle di Crête Sèche a sud-est; dalla vetta si dipartono inoltre due creste secondarie, una verso nord-est, che procede in territorio svizzero fino alla Pointe d'Ayas per poi scendere quasi a picco sul ghiacciaio sottostante, ed una verso sud-ovest, che scende con pendenza abbastanza decisa verso la valle.
Il monte è circondato da ghiacciai: a nord-ovest il glacier de Fenêtre, a nord-est e ad est il glacier de Crête Sèche (oggi ridotto ad un glacionevato), a sud-est il ghiacciaio del Mont Gelé. Il versante occidentale è invece libero dai ghiacci, ed è costituito da una serie di pareti rocciose scoscese che più in basso diventano un erto pendio digradante.
Dal punto di vista geologico, la montagna è molto omogenea, essendo costituita integralmente da granito porfiroide, spesso metamorfosato in gneiss e notevolmente laminato sui contatti; la struttura è di origine pre-triassica.

## Ascensione alla vetta

### Via normale
La via normale alla vetta si sviluppa sulla cresta principale, risalendo dal colle del Mont Gelé. Si può salire al colle per due percorsi: quello più classico dal bivacco Regondi Gavazzi (2.580 m), e quello dal più recente rifugio Crête Sèche (2.398 m). La salita è già di tipo alpinistico, svolgendosi in parte su ghiacciaio: è dunque necessario essere dotati della necessaria attrezzatura (ramponi, piccozza, imbragatura e corda) e procedere con la dovuta cautela. La difficoltà del percorso è valutata in F.

### Ascesa invernale
La vetta del monte Gelé può essere meta di itinerari sci-alpinistici, che seguono gli itinerari estivi, passando quindi o dal bivacco Regondi o dal rifugio Crête Sèche per raggiungere il colle del Mont Gelé e da qui, per cresta, la vetta.